# Pedernales (Michoacán)

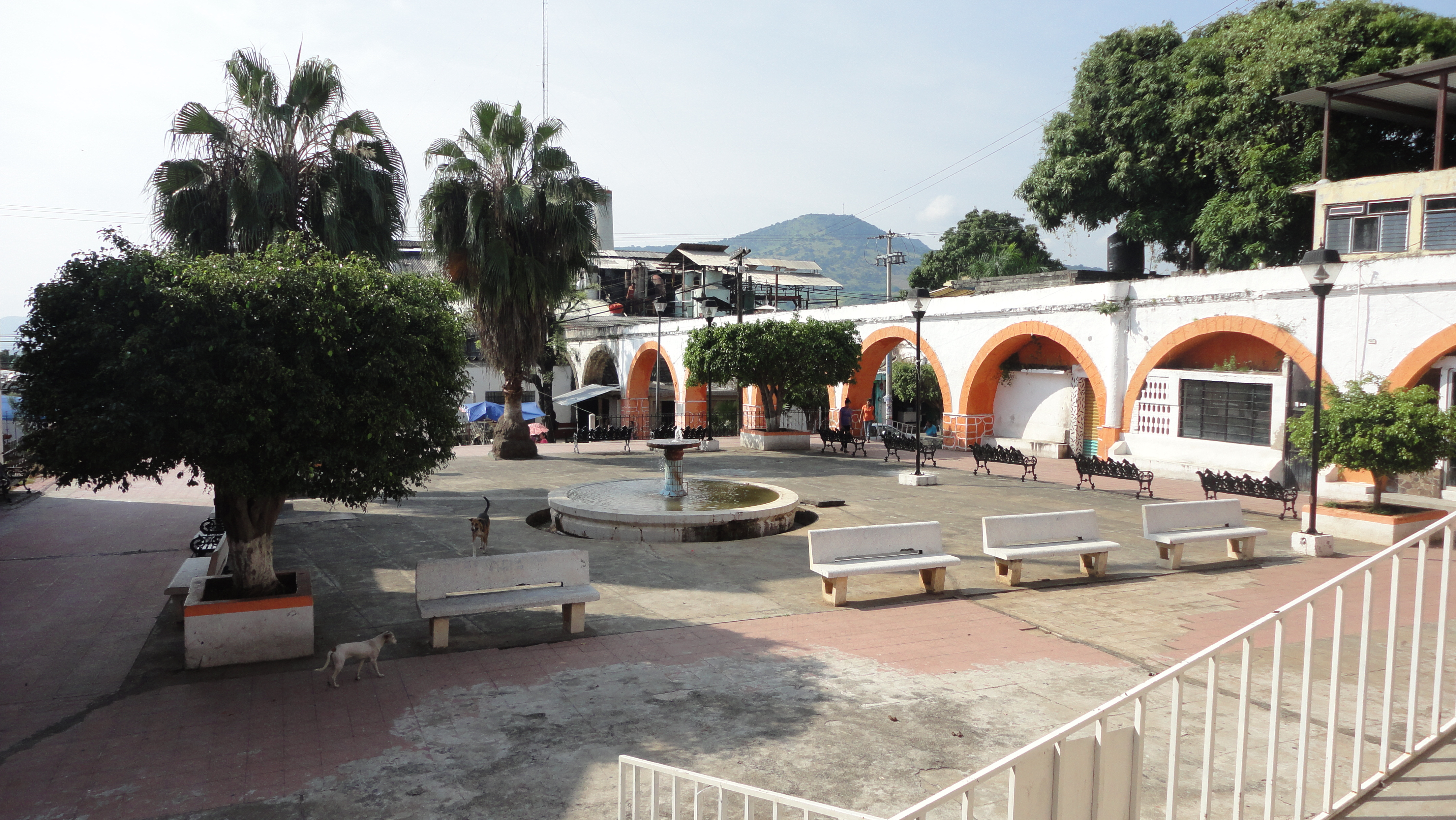
Plaza Acueducto, toma este nombre porque por ella pasa un acueducto blanco

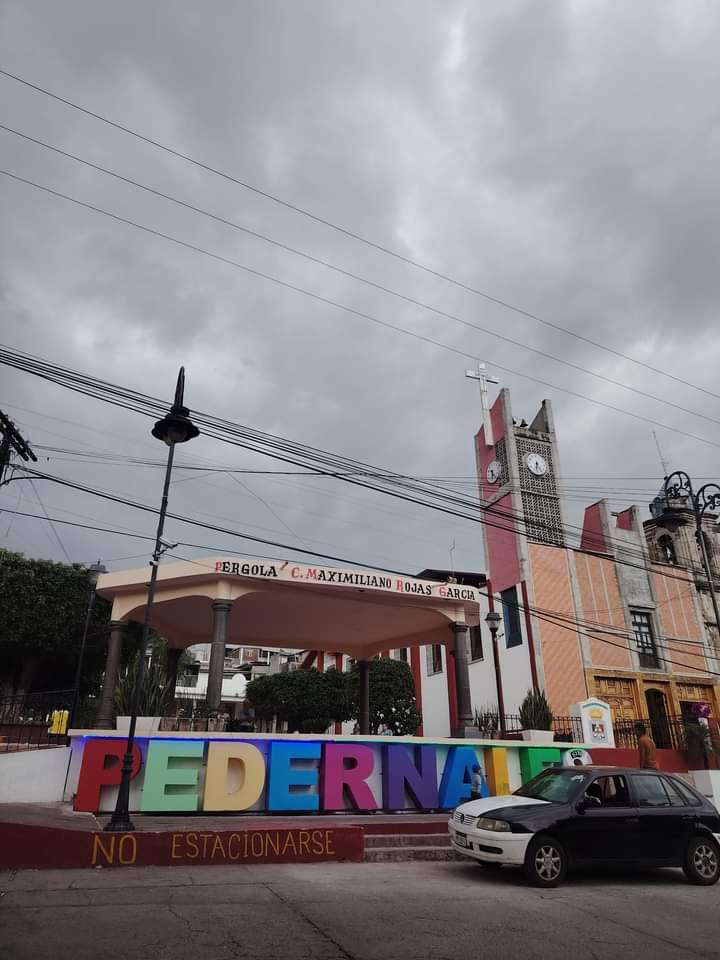
Fotografía tomada a la pérgola de la tenencia de Pedernales

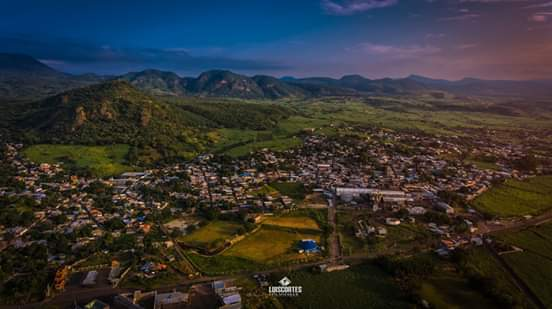
Vista panorámica de la tenencia de Pedernales, Michoacán.

Pedernales es una localidad perteneciente al municipio de Tacámbaro, en el estado de Michoacán de Ocampo (México). El origen de su nombre se debe a las abundantes rocas de pedernal que se localizan sobre esta región. En la lista de los lugares más poblados de todo el municipio, ostenta el puesto número 2 del ranking. Está situado a 1,105 metros de altitud sobre el nivel del mar. Sus coordenadas geográficas son: longitud, 19°8′ 25,'' latitud: -101º 28' 10."

## Ubicación geográfica
Pedernales se localiza dentro de la jurisdicción del municipio de Tacámbaro (al suroeste del territorio). La localidad se encuentra a una altura media de 1,105 msnm, limitando al norte con la ciudad de Tacámbaro y con San Rafael Cutzaróndiro, al sur con la ranchería de Etucuarillo y al oeste con la tenencia de Puruarán, ambas pertenecientes al municipio de Turicato; al este con los ejidos de la Loma, las Norias y la tenencia de Chupio. Posee una extensión territorial de 76.18 km².

## Clima
El clima de Pedernales es cálido húmedo, con oscilación térmica anual corta de lluvias de junio a septiembre. Su temperatura mínima es de 8.8 °C y la media de 22 °C, aproximadamente.

## Vegetación
Al suroeste del municipio de Tacámbaro, lugar en donde se localiza la tenencia de Pedernales, el paisaje se transforma drásticamente y lo más insólito es que a menos de 10 km de los bosques de pino y encino, aparecen las parotas, los tabachines y las ceibas gigantescas de enormes copas densas y frescas, bajo cuya sombra se refugian hongos y helechos.

## Demografía
Pedernales tiene 6, 967 habitantes. 3, 357 (48.64%) son hombres y 3, 610 (51.36%) son mujeres. La población mayor de 18 años es de 3, 909 personas. Para alojar a sus habitantes, Pedernales cuenta con 1, 765 viviendas: el 4.37% de las cuales están rentadas por sus moradores.
El 82.38% de los habitantes mayores de 5 años son católicos, estando casada o unida en pareja el 61.38% de la población mayor de 18 años.
El grado medio de escolaridad es de 5.67%, la media en el municipio de Tacámbaro es de 5.31%, y en el estado de Michoacán es de 6.20%. Mientras el número sea más alto, indica una población con mayor formación académica. Para obtener este resultado se suman los años aprobados desde primero de primaria hasta el último año que cursó cada habitante; posteriormente, se divide entre el número de personas de la localidad.
Existen 31 habitantes mayores de 18 años que hablan una lengua indígena, de las cuales 28 también dominan el español. La población económicamente activa es de 1, 909 personas (31.40% de la población total), las que están ocupadas se reparten por sectores de la siguiente forma:
-Sector Primario: 729 hab. (39.36%); Municipio: (43.46%); Estado: (24.34%). Agricultura, Explotación forestal, Ganadería, Minería y Pesca.  
-Sector Secundario: 571 hab. (30.83%); Municipio: (18.15%); Estado: (25.52%). Construcción, Electricidad, Gas, Agua e Industria Manufacturera.  
-Sector Terciario: 552 hab. (29.81%); Municipio: (38.39%); Estado: (50.13%). Comercio, Servicios y Transportes. 
-Nivel de ingresos de la localidad de Pedernales (número de personas y % sobre el total de trabajadores en cada tramo):
0 Salarios mínimos (sin ingresos): 239 hab. (13.23%) 
1 Salario mínimo: 373 hab. (20.65%)
1-2 Salarios mínimos: 685 hab. (37.93%) 
2-5 Salarios mínimos: 430 hab. (23.81%)
5-10 Salarios mínimos: 61 hab. (3.38%)
10+ Salarios mínimos: 18 hab. (1.00%)
Localidades de Pedernales
La tenencia de Pedernales cuenta con 5 comunidades, de las cuales tan solo 3 sobrepasan los 100 habitantes. En la siguiente tabla se muestran las poblaciones que componen demográficamente a la tenencia:
| Localidades | Población      | Altura     | Rankig Municipal  |
| ----------- | -------------- | ---------- | ----------------- |
| Petembo     | 567 habitantes | 1,130 msnm | Puesto número 21  |
| Parocho     | 482 habitantes | 1,139 msnm | Puesto número 31  |
| El Conejo   | 189 habitantes | 1,125 msnm | Puesto número 75  |
| El Salitre  | 56 habitantes  | 1,089 msmn | Puesto número 117 |
| La Tinaja   | 46 habitantes  | 1,187 msnm | Puesto número 136 |

## Comida tradicional

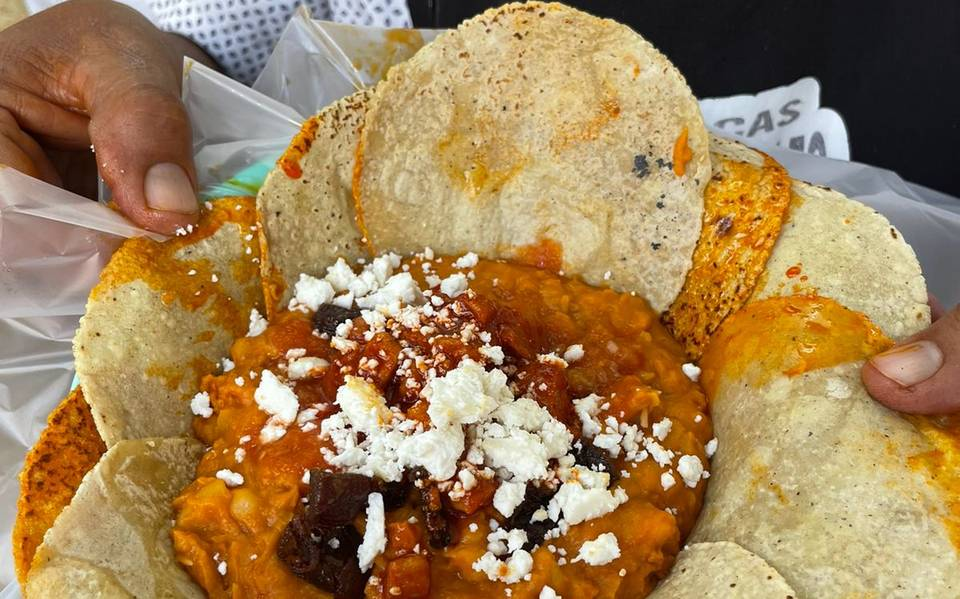
Platillo típico: Bola de Pedernales.

La comida típica de esta localidad son las bolas de Pedernales, las cuales son preparadas de la manera tradicional: los frijoles refritos en manteca de puerco con chile guajillo y carne seca o queso, pueden ser ambos, todo esto envuelto por tortillas; las corundas o tamales de manteca; los uchepos, que son tamales de elote con chile, crema y queso; el jugo extraído de la caña de azúcar, también conocido como Guarapo; la calabaza tachada, la cual se endulza al sumergirla en las calderas de los trapiches azucareros; y por último, los panecillos elaborados de azúcar.

## Historia
Tras consumarse la Conquista de México, entre los años de 1538 y 1540 se definieron a los propietarios de las actuales tierras de las comunidades de Pedernales y Puruarán, establecidos por el religioso Francisco de Villafuerte, sucesor del fraile Diego de Chávez y del padre San Román, quienes erigieron la doctrina de Tacámbaro, en 1538. Estos personajes, junto con fray Juan Bautista de Moya, son considerados como los grandes fundadores de los pueblos en toda la tierra caliente michoacana. 
Basta decir que los primeros poseedores de tierras en Pedernales fueron los indígenas nativos de Etucuarillo; aunque tiempo después pasaron en encomienda a la familia Oñate y posteriormente a la de los encomenderos Peredo, quienes la constituyeron como hacienda; entre dimes y diretes se regresaron de nueva cuenta a los Oñate, para terminar en posesión de Agustín de Barandiarán. Fueron las órdenes religiosas quienes tras adquirir esta propiedad la impulsaron como una importante hacienda productora de piloncillo. Fue así como Pedernales se convertiría en un destacado centro de producción industrial azucarero.
Los estudios historiográficos no vuelven a mostrarnos más datos sobre el pasado histórico de este lugar, por lo que comienza un relativo vacío de información. Sin embargo, en el año de 1760 y tras una ardua inspección en el Obispado de Michoacán efectuada por las autoridades virreinales de ese entonces, se localiza a la hacienda de Pedernales en propiedad de órdenes religiosas.
Casi poco más de un siglo después, se manifiesta nuevamente al ser adquirida por la familia Bermejillo de origen español, en el año de 1877.

### La Familia Bermejillo
Los hermanos Bermejillo (Pío y José María) formaron parte de un grupo familiar que llegó a México proveniente de España. Estos personajes comenzaron a destacar en la década de 1850 como grandes empresarios, hacendados y prestamistas, ocupando un lugar muy importante en la élite económica de aquel tiempo. Los Bermejillo vieron la oportunidad de aumentar sus riquezas mediante enlaces matrimoniales, por lo cual decidieron casarse con las hijas de un importante empresario del occidente del país: Francisco Martínez Negrete. Fue así como ambas familias aumentaron sus fortunas de manera considerable. Los enlaces matrimoniales estuvieron conformados por Pío Bermejillo y María Ignacia Martínez Negrete (23 de octubre de 1853); y por el de José María Bermejillo con Dolores Martínez Negrete (4 de septiembre de 1861), ambos casamientos se efectuaron en la ciudad de Guadalajara.
Sus inversiones estuvieron ligadas a la industria textil: fueron propietarios de la más importante fábrica de tejidos de algodón y estampados del país, La Magdalena Contreras, ubicada en el Distrito Federal. También formaron parte de un grupo selecto de españoles que buscaban mejorar las relaciones comerciales entre México y España, deterioradas después de la Guerra de Independencia. Por esa razón, en 1862 se creó la Sociedad Española de Beneficencia para atender a los compatriotas de esta familia que no tenían recursos en México. Pío Bermejillo fue presidente de esta sociedad, en 1864. Por otro lado, se fundó el Casino Español (1863), con el mismo objetivo de mejorar la relación entre ambos países, en el que tuvo participación José María Bermejillo en calidad de presidente.
En Michoacán sus inversiones fueron más variadas. Se convirtieron en prestamistas, invirtieron en la minería y aprovechándose de la desamortización de los bienes eclesiásticos, adquirieron varias fincas agrícolas. El historiador Pedro Gómez Ayala ha señalado que "muy probablemente la hacienda de Pedernales haya sido expropiada durante la desamortización de los bienes eclesiásticos, ya que la finca se encontraba en propiedad de órdenes religiosas, y que Pío Bermejillo la adquiriera en el año de 1877."
Tras la muerte de este personaje, su hijo Luis Bermejillo Martínez Negrete se hizo cargo de la hacienda de Pedernales. Fue a raíz de su fallecimiento que la finca fue heredada de nueva cuenta a su descendiente, Luis Bermejilo Braniff (nacido en 1912), quien se hizo responsable de la propiedad hasta mediados de la década de 1970, año en que el gobierno adquirió la fábrica azucarera convirtiéndola en paraestatal. 
Después de 17 años bajo el yugo gubernamental, la fábrica pasó de nueva cuenta a la iniciativa privada: adquirida por el empresario de origen regiomontano, Alberto Santos de Hoyos, en 1992.

### Ingenio de pedernales

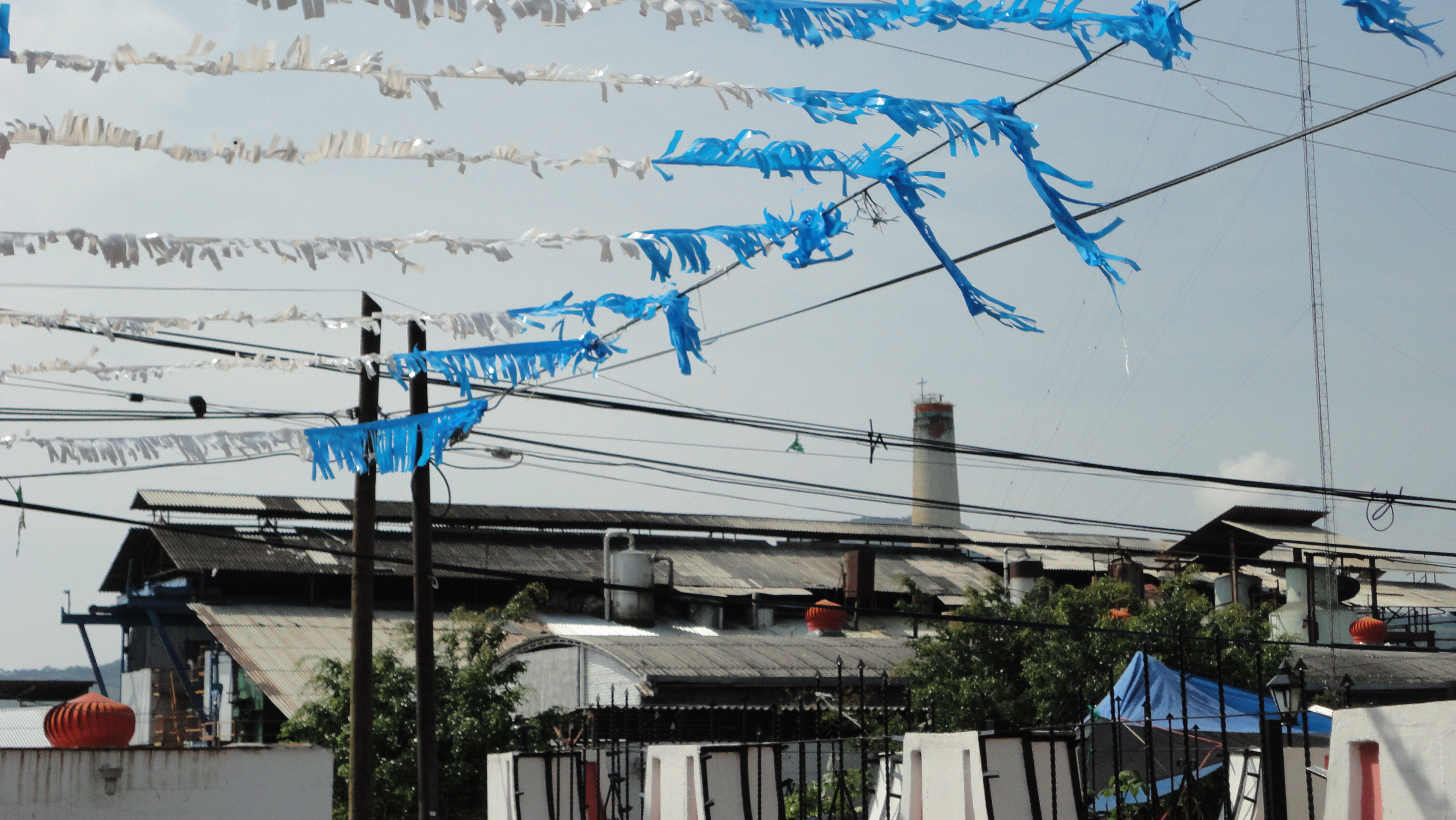
Fotografía tomada desde la Capilla de nuestra Señora de la Salud

El Ingenio de Pedernales, anteriormente trapiche, data desde los tiempos coloniales. El molino azucarero comenzó a funcionar con fuerza motriz animal; pero tras la adquisición de éste por parte de la familia Bermejillo de origen español, en 1883 se modernizó al ser accionado por energía hidráulica. Fue a partir de las primeras décadas del siglo XX, cuando la maquinaria se accionó con energía eléctrica. En agosto de 1913, se denominó: Ingenio de Nuestra Señora de la Salud de los Pedernales.
La crisis monetaria que padeció la hacienda al ser fraccionada para dar paso al ejido en 1938, provocó la llegada del inversionista mexicano Manuel Mestre, quien con sus aportaciones económicas mejoró las instalaciones del trapiche, dando inicio a la fábrica azucarera de Pedernales, ello ocurrió en 1958. La sociedad Bermejillo-Mestre perduró hasta 1974, con la razón social de Ingenio Pedernales S.A.
Fue en el año de 1975 cuando el Ingenio azucarero pasó a manos del sector oficial, convirtiéndose en paraestatal. Después de 17 años de ser industria gubernamental, la fábrica fue transferida a la iniciativa privada, en 1992, siendo adquirida por el empresario de origen regiomontano, Alberto Santos de Hoyos.

### Fundación del Ejido Pedernales
Por resolución gubernamental, el 7 de septiembre de 1938 se dotó de ejido al poblado de Pedernales y a sus anexos, resultando de acuerdo al censo general agropecuario 443 capacitados, de los cuales 334 correspondieron al núcleo principal [Pedernales], 39 al poblado de Petembo, 16 al de la Tinaja, 26 al del Conejo y 2 al de Cantarranas. Las fincas afectables en el presente caso fueron la hacienda de Pedernales, propiedad de la compañía mexicana de Agricultura e Inversiones S.A., con extensión de 6, 809 hectáreas, [siendo] 959 de riego, 80 de temporal y 5, 752 de pastal cerril y malpaís. La pequeña propiedad se le respetó a la hacienda de Pedernales de 319 hectáreas; 50 áreas que contemplaban los potreros de Begonia y Guayabo; 248 hectáreas de potreros pastal y cerril y 3 hectáreas del casco de la hacienda.

### Sindicato de Obreros de la Sección Número 78 del Ingenio Pedernales
El 13 de diciembre de 1937 se fundó el Sindicato de Obreros de la Sección No. 78 del Ingenio Pedernales.

## Patrimonio Cultural

### Los Acueductos de Pedernales

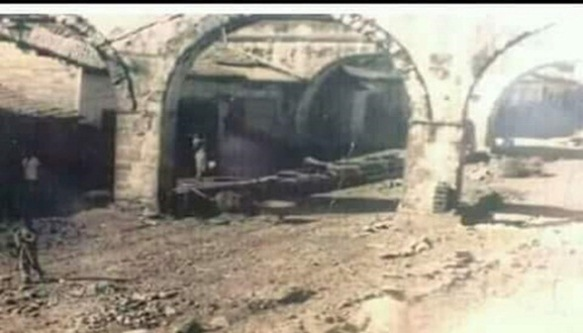
Fotografía tomada a los Acueductos de Pedernales durante la década de los años 70°s

Desde el comienzo de las civilizaciones el agua ha sido de vital importancia para el ser humano, ya sea para su uso doméstico o para el riego de cultivos que le permitan sobrevivir. 
Resultó muy difícil para las primeras villas o ciudades de la Nueva España aprovisionarse de agua. La única opción consistía en la construcción de canales o acueductos; sin embargo se necesitaba de mucha inversión, por lo que no en todos los lugares se edificaron acueductos tan grandes como los de las principales ciudades del país. Cuando se construyeron los primeros canales, a las formas más simples de almacenar el agua se les conoció como pilas o fuentes, en ellas la población tenía el derecho de abastecerse.
Los acueductos de Pedernales se construyeron gracias a la visión empresarial de la familia Bermejillo de origen español, quienes tras adquirir la hacienda de este lugar (1877) invirtieron en la modernización del trapiche azucarero con el que contaba la finca. Para ello, los propietarios financiaron la compra de material de cantera, debido a que la piedra o roca viva de Pedernales no fue fácil de moldear, ya que al golpearla con el material con el que se trabajaba lanzaba bastantes chispas de fuego; además de la contratación de trabajadores provenientes de la zona indígena de Pátzcuaro, los cuales tenían los conocimientos necesarios para llevar a cabo esta actividad.
Fue en el año de 1883 cuando algunos documentos de archivo señalan que ya se encontraba en funcionamiento la rueda hidráulica del trapiche azucarero, por lo que hace suponer que fue en esa misma fecha cuando se terminó su construcción. A partir de entonces los acueductos de Pedernales, ubicados en el centro del pueblo, se convirtieron en todo un símbolo de identidad popular; porque es el lugar en donde se concentra la población para celebrar todo tipo eventos: desde celebraciones cívicas, culturales, religiosas, deportivas y políticas.

### Discoteca la Burbuja

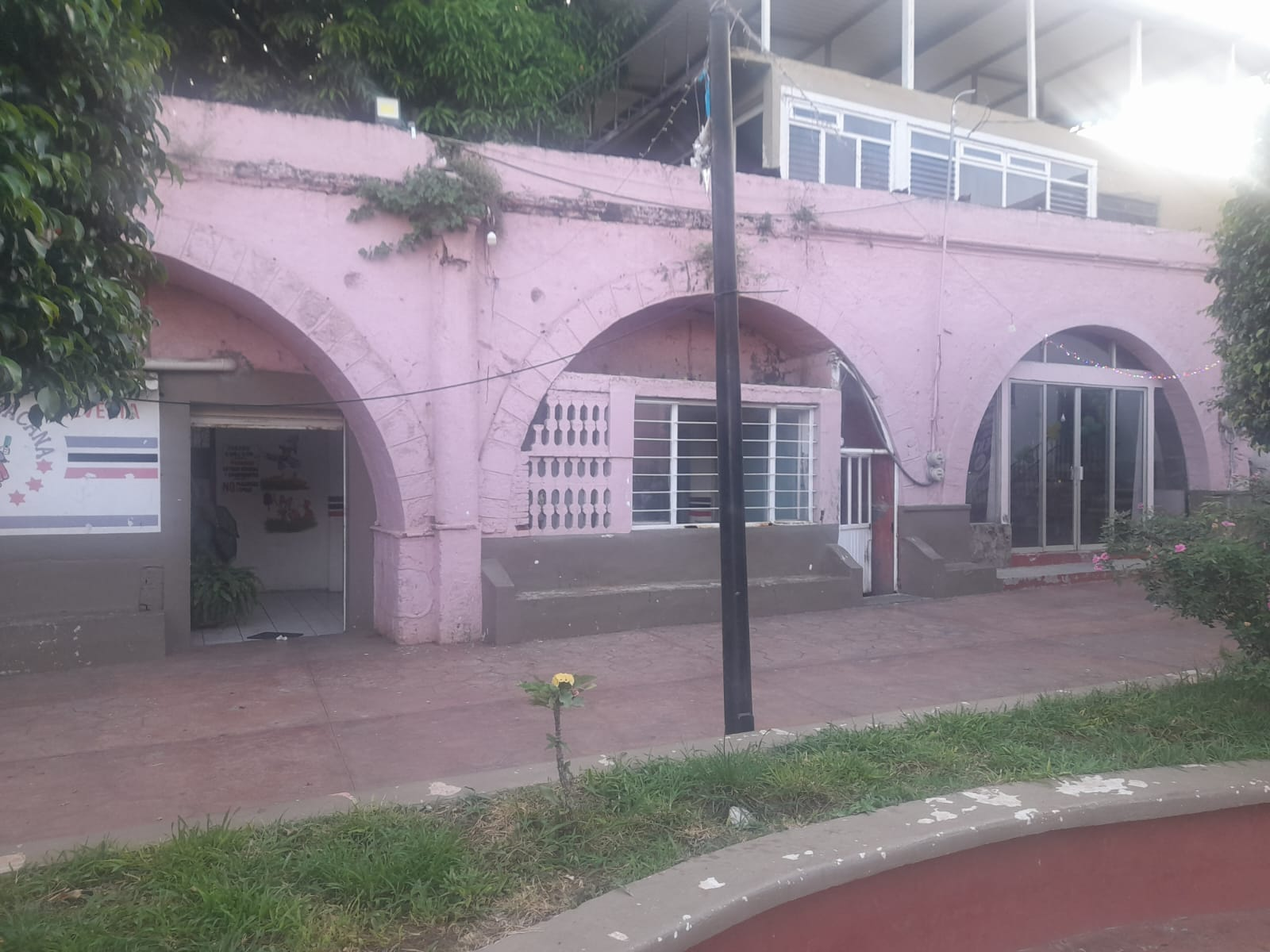
Fotografía tomada a la entrada de la Discoteca-Bar, la Burbuja de Pedernales.

La Burbuja se aperturó en la década de los años 60°s, en el hogar de la familia López, localizada debajo de uno de los dos acueductos con los que cuenta esta comunidad. Para edificar la mencionada discoteca, la familia adquirió un tocadiscos, ambientó el espacio con algunas luces y compró una pequeña máquina de refrescos artesanales. Durante esa época el Rock and Roll vivía sus mejores momentos. La fuente de sodas, la música en tocadiscos y las luces ambientadas daban a este lugar un nuevo estilo que los bailes y tardeadas tradicionales no podían acondicionar.
Culturalmente, los jóvenes comenzaron a romper ciertos estereotipos de la época, al cambiar la vestimenta tradicional, ya que se caracterizaban acorde a la temporalidad, sobre todo imitando a algunos modelos de ropa que se importaban desde las ciudades. Por lo que respecta al papel de la mujer, en una sociedad que llevaba apenas 4 décadas de posrevolución, se podía constatar que el machismo seguía siendo un grave problema a vencer; sin embargo, al crearse este centro de diversión la mujer obtuvo mayor libertad social: bailaba, bebía refrescos, platicaba con amigos, se vestía con más rebeldía e inclusive consolidaba noviazgos. 
Más allá de ser el primer espacio recreativo para las juventudes pedernalenses, la Burbuja contribuyó a generar cierta igualdad entre ambos sexos. El Rock como género musical influyó muchísimo, ya que las letras de sus canciones, así como el ritmo de su música y la forma de bailarse, fue del agrado de los padres de familia de esta comunidad, quienes consintieron que sus hijas asistieran a divertirse a este lugar.

### Capilla de la Señora de la Salud

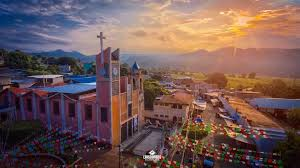
vista área del templo de Pedernales

La capilla data de hace más de 160 años (de 1865 en adelante), estaba adscrita a la parroquia de Turicato, Michoacán. Fue a partir del año de 1913 cuando se erigió La Diócesis de Tacámbaro, con ello el templo de Pedernales se adhirió a esta nueva sede religiosa.
De la construcción original, solo subsiste 1 de las 2 torres con las que cuenta actualmente. Su reconstrucción más contemporánea se llevó a cabo hace más de 40 años. En ella se venera a la Virgen de la Salud de Pátzcuaro, arraigada por los frailes agustinos, quienes fueron propietarios de la antigua hacienda de Pedernales.
Cada 8 de diciembre se celebra con gran devoción. El evento incluye fuegos artificiales, las tradicionales mañanitas, bautizos, confirmaciones y un baile amenizado por un conjunto musical.

## Actividades económicas

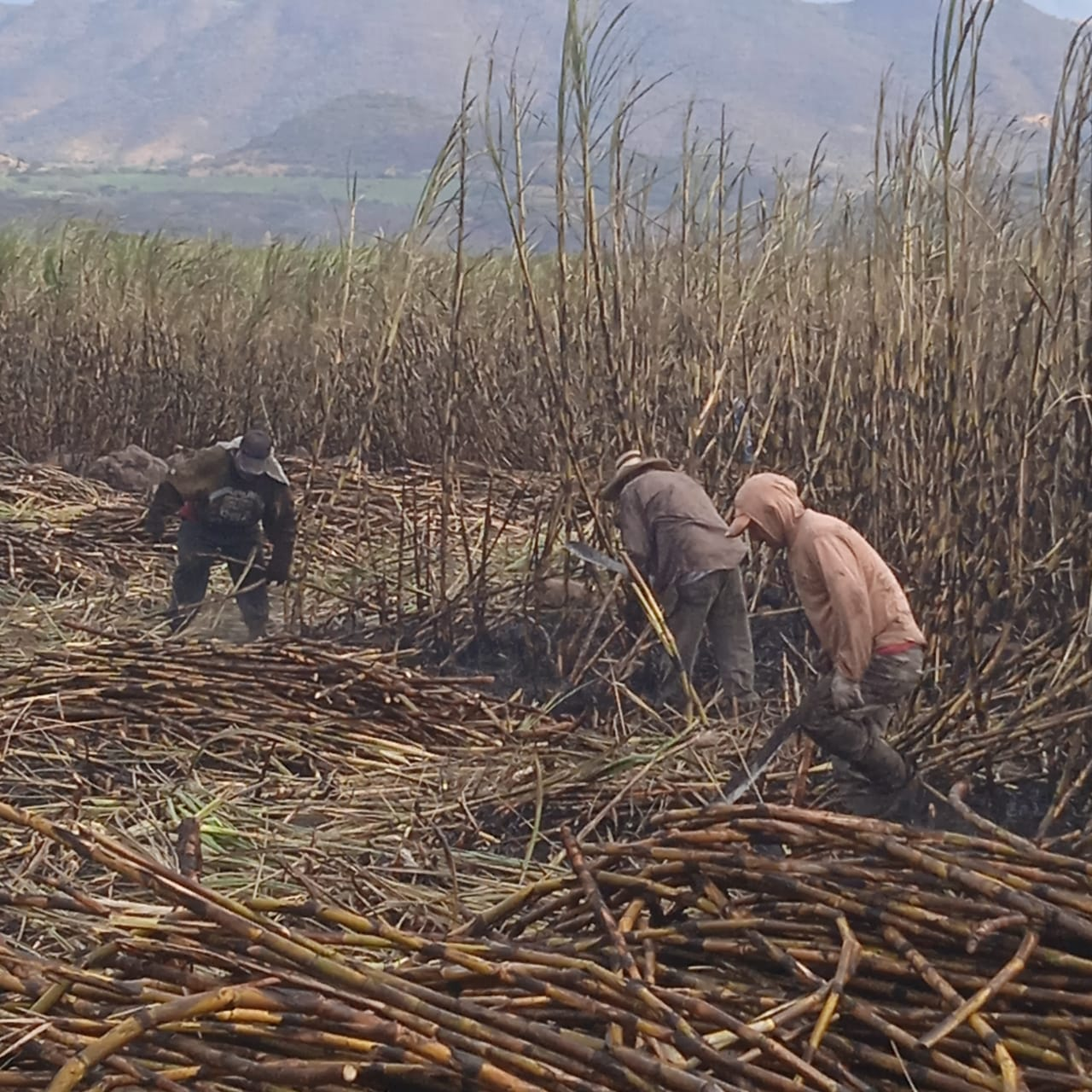
Cortadores de caña de azúcar en las faenas del campo

El cultivo y producción de la caña de azúcar es el principal giro económico de esta comunidad, así como de algunos poblados cercanos a la misma. Este procedimiento se lleva a cabo mediante la siembra de este plantío. Con el inicio de la temporada de trabajo en el Ingenio Azucarero, el proceso continúa con la quema, el corte y la recolección de este cultivo.
Posteriormente, la caña es trasladada en carretas o camiones cañeros hacia la fábrica azucarera, iniciando así con la industrialización del producto. Este oficio viene realizándose desde tiempos coloniales, trabajando de sol a sol, donde los obreros y campesinos representan la principal fuerza de trabajo de esta comunidad.

## Investigaciones Históricas y Culturales

### El movimiento obrero y campesino en el Ingenio de Pedernales del Porfiriato al Salinismo

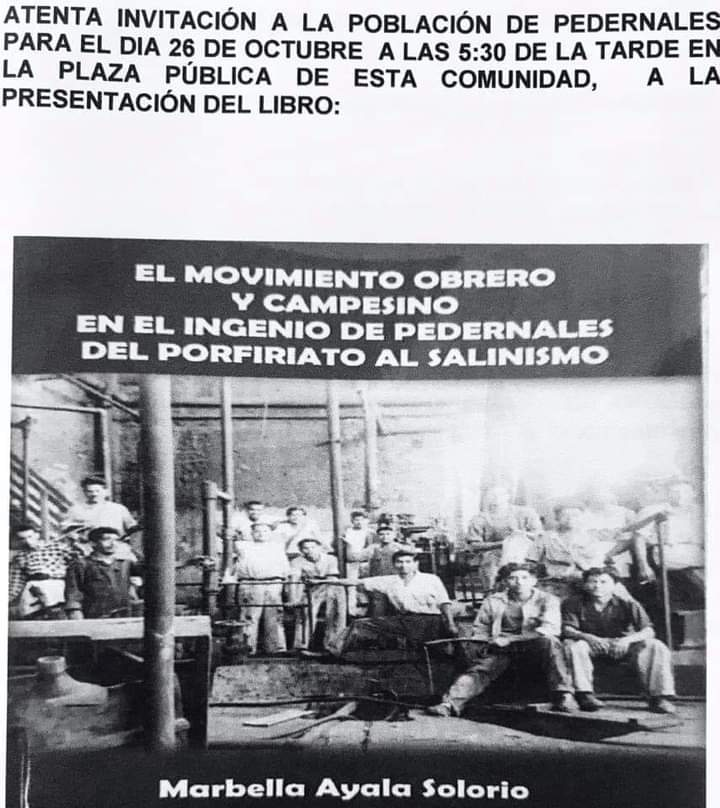
Invitación al libro publicado por la autora Marbella Ayala Solorio.

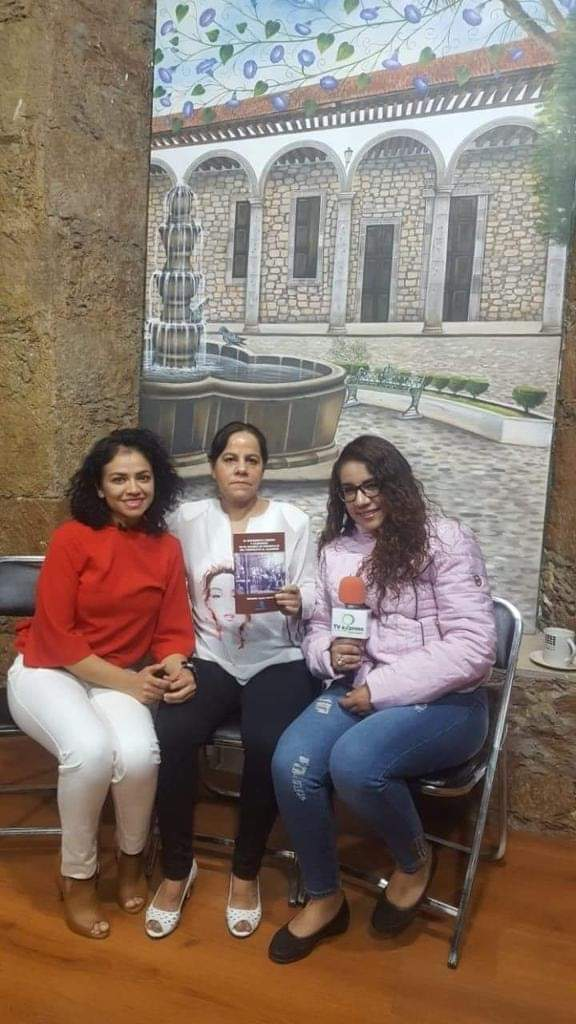
Libro: El movimiento obrero y campesino

Publicado por la Historiadora Marbella Ayala Solorio, en el año 2018. Fue el primer proyecto de investigación que se enfocó en el análisis histórico de la tenencia de Pedernales. De carácter marxista, la obra se centró en los diferentes movimientos sociales que se suscitaron en la hacienda azucarera y posteriormente en el Ingenio azucarero de este lugar.
La delimitación temporal del trabajo se sitúa en el siglo XX, sin embargo arroja ciertos datos históricos de épocas anteriores. Asimismo, estudia los diferentes movimientos sociales que se suscitaron en México, tales como: el Porfiriato, la Revolución Mexicana, la Guerra Cristera y la Introducción del Modelo Neoliberal en el país. Dichos movimientos alteraron la vida económica y social de los trabajadores de la comunidad de Pedernales, involucrándose en dichas conflagraciones.  
Por último, la autora redacta un breve escrito sobre el porvenir del Ingenio azucarero y nos da también su opinión personal acerca del panorama futuro de las industrias azucareras en el país.

### Historia y Cultura de la Comunidad de Pedernales, Michoacán

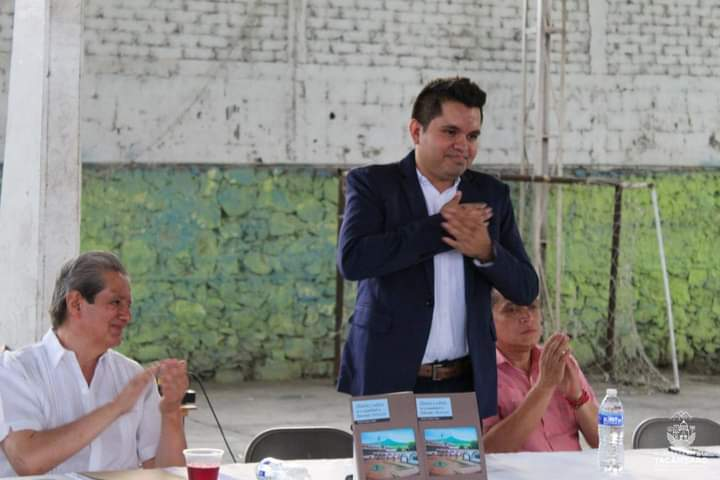
Fotografía: Historiador Pedro Gómez Ayala presentando su libro.

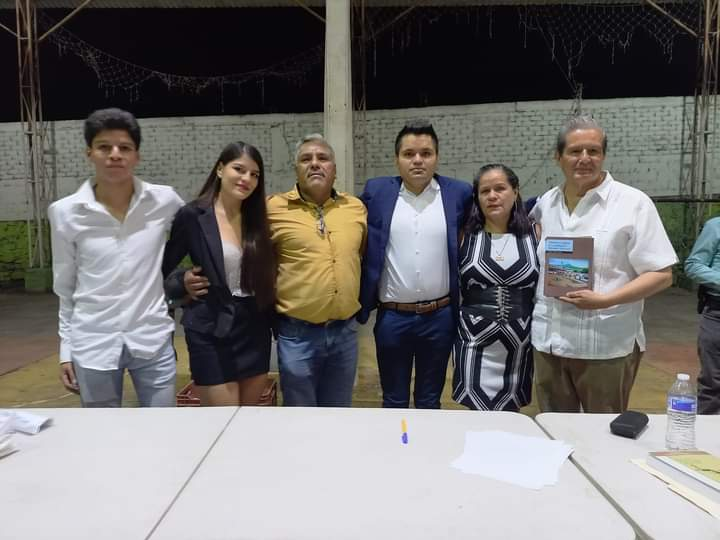
Fotografía: Celebración del Libro publicado por Pedro Gómez Ayala.

Publicado por el Historiador Pedro Gómez Ayala, en el año 2023. La obra se enfocó en el rescate de la historia y cultura de la comunidad, así como en la recuperación de la identidad local de este lugar mediante el conocimiento de las costumbres y tradiciones propias de la tenencia de Pedernales. Durante la presentación del libro, se contó con la presencia del Doctor en Historia y Ex Rector de la Universidad Michoacana de San Nicolás de Hidalgo, José Napoleón Guzmán Ávila. 
El proyecto incluyó una serie de fotografías antiguas que muestran lugares históricos, costumbres y tradiciones efectuadas en tiempos pasados y una estructura dividida en 4 capítulos. De carácter etnográfico-cultural, si bien la investigación carece de una temporalidad como tal, ésta enfatiza más en el Siglo XX, periodo en el que según Gómez Ayala se van desarrollando el mayor número de costumbres y tradiciones de la localidad, ello debido a los procesos históricos y manifestaciones culturales de las épocas anteriores; pero también señala que es a finales de este mismo siglo cuando las tradiciones y costumbres comienzan a desaparecer debido a la introducción del Modelo Neoliberal. 
Finalmente, el autor redacta un pequeño apartado al final del proyecto donde ofrece un panorama futuro acerca de las costumbres y tradiciones del lugar, así como de la importancia que tienen para la conformación de la identidad cultural local de esta comunidad.

## Arte, poesía y cultura

### Semblanza a Pedernales
Enclavado en el área de la tierra caliente michoacana, su nombre significa lugar donde existen piedras que echan lumbre, debido a las abundantes rocas de pedernal, aquellas que en la antigüedad ayudaron al hombre a producir el fuego.
El destino lo emparentó con los pobladores del viejo mundo; ellos lo evangelizaron y le asignaron su principal actividad económica: el cultivo y producción de la caña de azúcar; práctica que ha costado miles de vidas humanas que, durante décadas, consumieron sus energías en esta bella pero agotadora actividad. 
La caña de azúcar le formó sus costumbres y tradiciones. Ante la falta de instituciones de salud, la Inmaculada Concepción se convirtió en la doctora y protectora de sus habitantes. También le inculcó sus hábitos alimenticios: El Guarapo, la Calabaza Tachada, el Piloncillo y La Bola de Pedernales son un claro ejemplo de ello. 
Los cortadores, los obreros, los camioneros y los carreteros son su principal fuerza de trabajo. Para ellos, todos los sábados son de gloria, puesto que son los días en los que reciben su raya. En los tiempos de descanso del Ingenio Azucarero, la comunidad hace lo propio. Hasta pareciera que está triste. Pero la alegría vuelve cuando la zafra se reanuda.
En un mundo de grandes adversidades, Pedernales se mantiene de pie, viendo pasar a generaciones de ciudadanos que día con día luchan por mejorar esta bendita tierra; terruño en el que vivirán por el resto de sus vidas.